# Сенак-Монко, Жюстен
Жюстен Сенак-Монко (фр. Justin Cénac-Moncaut; 1 марта 1814, Сенкт-Элис — 21 февраля 1871) — французский чиновник, историк и писатель, исследователь истории Гаскони и Пиренеев. Писал как научные, так и художественные произведения.
Был мэром Сенкт-Элиса, а затем главой департамента Жер. Главным увлечением его жизни были путешествия и написание на их основе научно-популярных сочинений. С 1853 по 1857 год побывал в нескольких научных экспедициях в Пиренеях, различных регионах Испании и Нидерландов. Неоднократно путешествовал по различным регионам Франции, всюду изучая местную историю, языки и обычаи. В последние годы жизни значительное внимание уделял южным регионам страны во франко-испанском пограничье. Его перу принадлежат исторические романы, сочинения по географии и филологии, политические эссе; Сенак-Монко был до Февральской революции сторонником либеральных идей, но впоследствии издавал антидемократические брошюры. Ряд своих произведений издавал под псевдонимами.
Его сочинения: «Histoire des Pyrénées et des rapports internationaux de la France avec l’Espagne» (1854) «Voyages archéologiques dans les Pyrénées» (1856), «Dictionnaire gascon-français» (1863), «Histoire du caractère et de l’esprit français» (1867—1868), ряд поэм и исторических романов.